# 2-メチルフラン
2-メチルフラン（英: 2-Methylfuran）は、水に難溶で可燃性の液体である。チョコレートのような香りを持ち、天然にはギンバイカやオランダラベンダーから発見されている。FEMA GRASに適合した香料原料として使われ、代替燃料としての可能性も考えられている。

## 製造
2-メチルフランは産業的には化学合成の中間原料となり、通常はフルフリルアルコールの接触水素化分解、または気相中のフルフラールから水素化 - 水素化分解を経て製造される。